# حسن حجاج
حسن حجاج (مواليد العرائش، المغرب عام 1961) هو فنان مغربي معاصر يعيش ويعمل بين لندن بالمملكة المتحدة ومراكش بالمغرب، ويعرف باسم «آندي وارهول مراكش».
حاز حسن حجاج على جائزة الشرق الأوسط وإفريقيا للفن لعام 2011  وقد تم ترشيحه لجائزة متحف فيكتوريا وألبرت عام 2009.
أول فيلم طويل لحجاج هو، كاريما: يوم في حياة فتاة الحناء، عرض لأول مرة في متحف مقاطعة لوس أنجلوس للفنون في مايو عام 2015.

## سيرة ذاتية
قضى حسن حجاج طفولته في المغرب. غادر بلاده في سن 13 وانتقل مع عائلته إلى لندن ، إنجلترا.
بدأ حياته المهنية من خلال تنظيم حفلات موسيقية في أوائل الثمانينيات.في عام 1984 ، أطلق علامته التجارية الخاصة من الملابس والإكسسوارات.
تعكس إبداعاته جزئيًا التغيير في البيئة والرموز التي اختبرها عندما كان مراهقًا ، وهو أصلاً من المغرب ومنغمس في عالم تحت الأرض في لندن.